# Bryan Bulaga
(en) Statistiques sur pro-football-reference
Bryan Bulaga, né le 21 mars 1989 à Barrington dans l'Illinois, est un joueur américain de football américain évoluant au poste de offensive tackle.
Étudiant à l'université de l'Iowa, il joua pour les Iowa Hawkeyes.
Il est drafté en 2010 à la 23e place par les Packers de Green Bay. À la fin de la saison NFL 2010, il remporte avec cette franchise le Super Bowl XLV et devient le plus jeune joueur à avoir joué un Super Bowl comme titulaire.
Devenu agent libre, Bulaga signe avec les Chargers de Los Angeles le 17 mars 2020.